# ゲイタ
ゲイタ（Geita）はタンザニアの都市である。ゲイタ州の州都である。

## 経済
- 農業：食用作物としてトウモロコシやキビが栽培されている。商品作物として綿花が栽培されている。
- 鉱業：20世紀初頭から金の採掘がおこなわれている（ゲイタ金鉱山）。

## 交通

### 道路
- B163 ウサガラ（Usagara） - センジェレマ（Sengerema） - ゲイタ（Geita） - ビハラムロ（Biharamulo）